# 吳伊琳
吳伊琳（英語：Suki Ng，2003年6月19日—），藝名510，香港YouTuber，試當真幕前成員。於2022年10月22日成為由試當真主辦，聯合多個機構單位合辦的實況觀眾投票選秀節目校花校草2022冠軍，其後正式簽約加入試當真。

## 簡歷
於2022年10月22日成為由試當真主辦，聯合多個機構單位合辦的實況觀眾投票選秀節目校花校草2022冠軍，其後正式簽約加入試當真。

## 參與演出

### MV
| 年份   | 主唱      | 曲目                                                  | 備註 |
| ------ | --------- | ----------------------------------------------------- | ---- |
| 2022年 | Dear Jane | 到底發生過什麼事 What Happened (Official Music Video) |      |
| 2023年 | N9        | 超級勁爆叱咤風雲金曲 (Official Music Video)           |      |
| 2023年 | 初久      | 初初的浪漫 (Official Music Video)                     |      |
| 2024年 | Zpecial   | 不理痛 Overdose (Official Music Video)                |      |
| 2024年 | 陳健安    | 我很不愛你 I Don’t Love You (Official Music Video)    |      |
| 2024年 | 曾傲棐    | 密友圈之謎 [Official MV]                              |      |
| 2025   | 邱彥筒    | To'pA'ti (Official Music Video)                       |      |

### 網絡短片

#### 試當真及拍住先
- 2022年：試映劇場《碰瓷》
- 2022年：《Channel需要乜》
- 2023年：試映劇場《現場環境安全》
- 2023年：試乜都得《宮鬥火鍋遊戲：鍋心計》
- 2023年：試映劇場《開年飯戲攻心計》
- 2023年：試玩毛《今際之國的有J》梅花K 分數爭奪戰
- 2023年：試映劇場《無痛失業》
- 2023年：試玩毛《今際之國的有J》紅心J 單人牢房
- 2023年：試映劇場《豪哥歌》
- 2023年：試乜都得《橡筋王大賽》
- 2023年：試映劇場《教育件事：被推的石頭》
- 2023年：《慈出片》EP3【校花Super Shy？】510是非，我細細聲講你聽
- 2023年：《試爆實驗室》5大傻仔砌蛋塔鬥高
- 2023年：日本試當真：《零慈靜音進食Challenge》
- 2023年：日本試當真 ：富士山露營之旅｜狂風雷暴差一點我們滅團？粉絲真心話
- 2024年：試映劇場《籃球教練游SIR》
- 2024年：山寨獵人 第02集《試驗x試驗》
- 2024年：化身「陳志雲x杜如風」向魔法世界進發？走訪大阪USJ日本環球影城
- 2024年：口試王EP10｜年輕人的哪種處世態度更可貴？
- 2024年：試映劇場《收不了工收不了工》
- 2024年：口試王EP11｜貓定狗更好？
- 2024年：試映劇場《試鏡》
- 2024年：《聖誕啟示錄-捌 大結局》
- 2025年：510、Katherine由零學車，許賢筆試已卡關！？｜1月《拍住先》：車+哇 EP1：我要做車手
- 2025年：考車筆試係常識？模擬試最低分見單位數！？｜1月《拍住先》：車+哇 EP2：考車筆試肥佬之謎
- 2025年：15分鐘「位王」家怡極限挑戰高峰時間九龍城泊車｜1月《拍住先》：車+哇 EP3：位？喺度嗎？
- 2025年：510適合揸的士？揸車好過搭車？｜1月《拍住先》：車+哇 EP4：香港道路文化研討會
- 2025年：油站點解要由職員幫手？新手油站學習指南｜1月《拍住先》：車+哇 EP5：油殼Shell的一天
- 2025年：大結局！學完車真係識揸？510泊位卡關 阿修親身指導｜1月《拍住先》：車+哇 EP6：老細，可以坐在我身邊嗎？
- 2025年：試映劇場《情人節搵位攝》
- 2025年：試映劇場《車你歸》
- 2025年：試映劇場《失眠小鳥三點叫》
- 2025年：忍笑接力戰2
- 2025年：試映劇場《爸爸》

#### 其他
| 年份   | 名稱         | 導演   | 備註           |
| ------ | ------------ | ------ | -------------- |
| 2024年 | 從失去到回來 | 鄭澧和 | 創作指導陳志發 |